# Championnat de Suisse de hockey sur glace 1925-1926
Saison précédente Saison suivante
La saison 1925-1926 est la 17e saison du championnat de Suisse de hockey sur glace.

## Championnat national

### Qualification Est
Le 27 décembre 1925 à Davos :
- HC Davos - Akademischer EHC Zürich 7-0

Le HC Saint-Moritz déclare forfait, n'étant pas arrivé à temps pour disputer son match.

### Qualification Ouest
Le 9 janvier 1926 à Gstaad :
- HC Rosey Gstaad - HC Château-d'Œx 6-1

### Finale
Le 11 février 1926 à Davos :
- HC Davos - HC Rosey Gstaad 4-2

Défait par Rosey Gstaad la saison précédente, le HC Davos prend sa revanche et récolte le premier titre de champion de Suisse de son histoire. Grâce à ce succès, les Grisons gagnent le droit de représenter la Suisse au championnat d'Europe de 1926 à... Davos. La Suisse, et donc le HCD, remportent d'ailleurs la médaille d'or lors de ce tournoi, à ce jour sa seule première place lors d'une compétition continentale ou internationale.

## Série B

### Zone Ouest
Le 24 janvier 1926 à Wengen, La Chaux-de-Fonds et Caux.

#### Groupe I
- HC Rosey Gstaad II - Icefellows Berne 9-0
- SC Wengen - Icefellows Berne 10-0
- SC Wengen - HC Rosey Gstaad II 0-8

| Clt   | Équipe             | PJ | V | D | N | BP | BC | Diff | Pts |
| ----- | ------------------ | -- | - | - | - | -- | -- | ---- | --- |
| +001, | HC Rosey Gstaad II | 2  | 2 | 0 | 0 | 17 | 0  | +17  | 4   |
| +002, | SC Wengen          | 2  | 1 | 1 | 0 | 10 | 8  | +2   | 2   |
| +003, | Icefellows Berne   | 2  | 0 | 2 | 0 | 0  | 19 | -19  | 0   |

- En gras : qualifié pour la finale Ouest

#### Groupe II
- Demi-finales :
  - Star Lausanne HC - Lausanne HC 3-1
  - Olympic La Chaux-de-Fonds - HC La Chaux-de-Fonds 1-0

- Finale pour la 3e place :
  - HC La Chaux-de-Fonds - Lausanne HC 2-0

- Finale :
  - Olympic La Chaux-de-Fonds - Star Lausanne HC 3-1

#### Groupe III
- HC Caux - HC Champéry 0-1
- HC Caux - Villars HC 0-0 (HC Caux forfait après deux matchs)[1]
- HC Champéry - Servette HC 2-1
- HC Bellerive Vevey II - Servette HC 2-0
- Villars HC - Servette HC 1-1
- HC Bellerive Vevey II - HC Champéry 1-0
- Villars HC - HC Champéry 2-1
- Villars HC - HC Bellerive Vevey II 4-0

| Clt   | Équipe                | PJ | V | D | N | BP | BC | Diff | Pts |
| ----- | --------------------- | -- | - | - | - | -- | -- | ---- | --- |
| +001, | Villars HC            | 3  | 2 | 0 | 1 | 7  | 2  | +5   | 5   |
| +002, | HC Bellerive Vevey II | 3  | 2 | 1 | 0 | 3  | 4  | -1   | 4   |
| +003, | HC Champéry           | 3  | 1 | 2 | 0 | 3  | 4  | -1   | 2   |
| +004, | Servette HC           | 3  | 0 | 2 | 1 | 2  | 5  | -3   | 1   |
| +005, | HC Caux               | 2  | 0 | 1 | 1 | 0  | 1  | -1   | 1   |

- En gras : qualifié pour la finale Ouest

#### Finale Zone Ouest
Prévue le 31 janvier 1926 à Lausanne, la finale n'aura pas lieu à cause d'une météo trop douce.

### Zone Est
- Demi-finales, le 9 janvier 1926 :
  - Grasshopper Club Zurich - HC Arosa 2-1
  - HC Davos II - Akademischer EHC Zürich II 9-0

- Finale pour la 3e place, le 10 janvier 1926 :
  - HC Arosa - Akademischer EHC Zürich II 4-3

- Finale, le 10 janvier 1926 également :
  - HC Davos II - Grasshopper Club Zurich 11-1

## Championnat international suisse
Ne limitant pas le nombre de joueurs étrangers, ce championnat n'est pas pris en compte pour le palmarès actuel des champions de Suisse.

### Finale Ouest
Le 24 janvier 1926 à Gstaad :
- HC Rosey Gstaad - HC Château-d'Œx 5-1
- HC Bellerive Vevey forfait

### Finale Est
Le 3 janvier 1926 à Saint-Moritz :
- HC Saint-Moritz - HC Davos 1-4

### Finale
Le 15 février 1926 à Gstaad :
- HC Rosey Gstaad - HC Davos 0-0

À cause des mauvaises conditions de glace – elle était devenue trop molle –, les deux équipes décident de ne pas disputer la fin de la partie, laissant cette finale sans vainqueur.